# باول ستراتفورد
باول ستراتفورد (بالإنجليزية: Paul Stratford)‏ هو لاعب كرة قدم بريطاني في مركز الهجوم، ولد في 4 سبتمبر 1955 في نورثامبتون في المملكة المتحدة. لعب مع نورثامبتون تاون.